# Carl-Otto Sandgren
Carl-Otto Johannes Esaias Sandgren, född den 6 juli 1894 i Stockholm, död den 1 juni 1983 i Oscars församling i Stockholm, var en svensk radioregissör.
Sandgrens föräldrar var skådespelare och efter en tid som bankanställd blev han 1927 engagerad av Karl Gerhard som inspicient. Han började 1934 på Radiotjänst där han under flera år ensam svarade för underhållningsprogrammen i svensk radio.   
Han var gift med skådespelaren Harriette Fastbom. De är begravda på Norra begravningsplatsen utanför Stockholm.

## Filmografi
- 1913 – Truls som mobiliserar

## Radioteater

### Regi
| År   | Produktion                      | Upphovsmän                      |
| ---- | ------------------------------- | ------------------------------- |
| 1941 | John Blundqvist                 | Berco                           |
| 1942 | Herr Dillman får besök          | Bigi Wennberg och Gösta Rybrant |
| 1955 | Hillman och de tre ingenjörerna | Folke Mellvig                   |
| 1958 | Flyg fula fluga...              | Folke Mellvig                   |